# Oznanjenje (Leonardo)
Oznanjenje je slika italijanskega renesančnega umetnika Leonarda da Vincija iz leta 1472–1475. Hranijo jo v galeriji Uffizi v Firencah v Italiji. Leonardo da Vinci jo je morda končal pri zgodnjih dvajsetih letih.
Vsebina je narisana iz Lukovega evangelija (Lk 1,26-39) in prikazuje angela Gabrijela, ki ga je Bog poslal, da naznani devici Mariji, da bo čudežno spočela in rodila sina, ki se bo imenoval Jezus in ga bodo klicali 'Božji sin', katerega vladanje se ne bi nikoli končalo. Tema je bila zelo priljubljena za umetniška dela in je bila že večkrat upodobljena v umetnosti Firenc, vključno z več primeri zgodnje renesansančnega slikarja Fra Angelica. Podrobnosti o naročilu in zgodnja zgodovina ostajajo nejasne.
Leta 1867 je po metodi Gustava Waagna baron Liphart identificiral to Oznanjenje, na novo prispelo v galerijo Uffizi iz samostana v bližini Firenc, kot delo mladega Leonarda, ki še vedno dela v studiu svojega mojstra Verrocchia. Slika je bila do takrat pripisana različnim umetnikom, med njimi Leonardovemu in Verrocchiovemu sodobniku Domenicu Ghirlandaiu.

## Opis
Angel ima Marijino lilijo (Lilium candidum), simbol Marijine deviškosti in mesta Firenc. Domnevno naj bi Leonardo kopiral krila ptice v letu, vendar jih je podaljšal poznejši umetnik.
Ko je 1867 prišlo Oznanjenje v Uffizi iz samostana Olivetan v San Bartolomeu pri Firencah, je bilo  pripisano Domenicu Ghirlandaiu, ki je bil podobno kot Leonardo vajenec v delavnici Andrea del Verrocchia. Leta 1869 je Karl Eduard von Liphart, osrednja osebnost nemške umetniške kolonije v Firencah, prepoznal kot mladostno delo da Vincija, kar je eno prvih pripisov ohranjenega dela mladostnega Leonarda. Od takrat je bila pripravljena risba za angelov rokav prepoznana in pripisana Leonardu.
Sarkofag, na katerem počiva bralni pult pred Marijo, s svojo pretirano dekoracijo spominja na grob Piera in Giovannija de' Medici v Stari zakristiji bazilike San Lorenzo v Firencah, kjer je Verrocchio delal v istem obdobju. Običajno je opaziti nekaj nezrelih obotavljanj, zlasti dvomljiv prostorski odnos do mize in marmorja, na katerem počiva.

## Polemika
12. marca 2007 je bila slika središče gneva med italijanskimi državljani in ministrom za kulturo, ki se je odločil, da bo sliko posodil za razstavo na Japonsko.

## Galerija
- V ozadju je Monte San Martino ob jezeru Como
- Angel Gabriel
- Devica Marija
- Biblija in Marijina roka